# نموذج الآثار المختلطة
تُعد نماذج الآثار المختلطة (Mixed Effects Models) أداة قوية ومرنة في الإحصاء، تُستخدم لتحليل البيانات التي تتضمن مستويات متعددة من التجميع أو التباين، تُعرف أيضًا بنماذج الآثار العشوائية والثابتة، حيث تُمكن الباحثين من النظر في كيفية تأثير المتغيرات على مستويات مختلفة داخل البيانات. تعتبر هذه النماذج ضرورية في العديد من المجالات مثل الطب، علم النفس، البيولوجيا، والعلوم الاجتماعية، حيث تتواجد بيانات متداخلة أو مجمعة بطبيعتها.
النموذج المختلط، أو نموذج التأثيرات المختلطة، أو نموذج مكون الخطأ المختلط، هو نموذج إحصائي يحتوي على كل من التأثيرات الثابتة والتأثيرات العشوائية. هذه النماذج مفيدة في مجموعة واسعة من التخصصات في العلوم الفيزيائية والبيولوجية والاجتماعية. إنها مفيدة بشكل خاص في السياقات التي تُجرى فيها قياسات متكررة على نفس الوحدات الإحصائية (دراسة طولية)، أو عندما يتم إجراء القياسات على تجمعات من الوحدات الإحصائية المترابطة. غالبًا ما تُفضل النماذج المختلطة على نماذج التحليل التقليدية للتباين بسبب مرونتها في التعامل مع القيم المفقودة وعدم انتظام فترات القياسات المتكررة. يسمح تحليل النموذج المختلط بنمذجة القياسات بشكل صريح ضمن مجموعة أوسع من هياكل الترابط والتباين-التغاير.

## أساسيات نماذج الآثار المختلطة
نماذج الآثار المختلطة تُمكن الباحثين من التعامل مع البيانات التي تظهر تباينًا على أكثر من مستوى. على سبيل المثال، في دراسة على مدارس متعددة، قد تتأثر نتائج الطلاب ليس فقط بخصائصهم الفردية ولكن أيضًا بخصائص المدرسة. هنا، يُعتبر الطلاب والمدارس مستويات مختلفة من التجميع، ويمكن لنموذج الآثار المختلطة التعامل مع هذه البنية المتداخلة.

## مكونات النموذج
تتكون نماذج الآثار المختلطة من مكونين رئيسيين: الآثار الثابتة والآثار العشوائية. الآثار الثابتة تشير إلى المتغيرات التي تُظهر تأثيرًا ثابتًا عبر جميع وحدات العينة، بينما الآثار العشوائية تأخذ في الاعتبار التباين داخل مجموعات البيانات المتجمعة.

## تطبيقات نماذج الآثار المختلطة
تُستخدم نماذج الآثار المختلطة في مجموعة واسعة من التطبيقات العملية. في البحوث الطبية، يمكن استخدامها لتحليل بيانات المرضى الذين يتم متابعتهم على مدى فترات زمنية مختلفة، مع مراعاة التباين بين المرضى وداخل نفس المريض عبر الزمن. في علم النفس، تُستخدم لفهم كيفية تأثير العلاجات على مجموعات مختلفة من الأفراد، مع الأخذ في الاعتبار التباين داخل المجموعات وبينها.

## التحديات والاعتبارات
رغم مرونتها وقوتها، تواجه نماذج الآثار المختلطة تحديات تتعلق بتحديد المواصفات النموذجية الصحيحة وتقدير الآثار بدقة. الاختيار بين الآثار الثابتة والعشوائية يتطلب فهمًا دقيقًا للبيانات وأهداف الدراسة.

## خاتمة
تُعتبر نماذج الآثار المختلطة أساسية لتحليل البيانات المعقدة في العديد من المجالات البحثية. من خلال الجمع بين الآثار الثابتة والعشوائية، توفر هذه النماذج رؤى قيمة حول كيفية تأثير المتغيرات على مستويات مختلفة داخل البيانات، مما يسمح بفهم أعمق وأكثر دقة للظواهر المدروسة.

## انظر كذلك
1. نموذج التأثيرات الثابتة